# Housefull
Série
Housefull 2
(2012)
Pour plus de détails, voir Fiche technique et Distribution.
Housefull (हाउसफुल) est un film indien de Bollywood réalisé par Sajid Khan, sorti le 30 avril 2010.
Le film met en vedette Akshay Kumar, Deepika Padukone, Ritesh Deshmukh, Lara Dutta, Arjun Rampal et Jiah Khan. Une suite du même réalisateur, Housefull 2, sort en 2012 reprenant une partie de la distribution.

## Fiche technique
- Titre : Housefull
- Titre en hindi : हाउसफुल
- Réalisateur : Sajid Khan
- Producteur : Sajid Nadiadwala
- Scénario : Sajid Khan, Vibha Singh, Milap Zaveri
- Dialogue : Anvita Dutt Guptan
- Compositeur : Shankar Mahadevan, Ehsaan Noorani, Loy Mendonsa
- Photographie : Vikas Sivaraman
- Montage : Rameshwar S. Bhagat
- Direction artistique : Roger Harris
- Pays :  Inde
- Langue : hindi
- Genre : Comédie dramatique et romance
- Durée : 155 minutes
- Date de sortie :

 Inde : 30 avril 2010

## Distribution
- Akshay Kumar : Aarush
- Deepika Padukone : Sandy Rao
- Ritesh Deshmukh : Baburao 'Bob'
- Lara Dutta : Hetal B. Patel
- Arjun Rampal : Major Krishna Rao
- Jiah Khan : Devika K. Samtani
- Boman Irani : Batuk Patel
- Daisy Irani : la mère de Batuk Patel
- Malaika Arora : Pooja
- Jacqueline Fernandez : Chintu Kapoor
- Chunky Pandey : Aakhri Pasta
- Randhir Kapoor : Dhanno